# روس أوبورون إكسبورت
روس أوبورون إكسبورت (بالروسية: AO Рособоронэкспорт)‏ هي شركة روسية للأسلحة وتعتبر الوكالة الوسيطة الحكومية الوحيدة لصادرات و واردات روسيا من المنتجات والتكنولوجيات والخدمات ذات الصلة بالدفاع، نشَأَت بموجب مرسوم رئاسي ومكلفة بتنفيذ سياسة الدولة في مجال التعاون العسكري التقني بين روسيا والدول الأجنبية، في عام 2007 أعيد تسجيل الشركة كشركة مساهمة مفتوحة.

## تاريخ الشركة
روس أوبورون إكسبورت هو خليفة قانوني لمصدري أسلحة الدولة التي كانت موجودة في الاتحاد السوفياتي السابق وروسيا الحالية. أُنشِئت وكالة وسيطة حكومية في المجال العسكري التقني لأول مرة في 8 مايو 1953، عندما نشَأَت قسم الهندسة العامة في وزارة التجارة الداخلية والخارجية لاتحاد الجمهوريات الاشتراكية السوفياتية وفقًا لقرار الحكومة السوفيتية.[بحاجة لمصدر]
مع توسيع نطاق المجمع الصناعي العسكري، أُنشِئت عدد من وكالات التصدير المتخصصة الجديدة، بحلول أواخر التسعينات، كانت هناك شركتان وسيطتان حكوميتان في البلاد هما Rosvooruzhenie و Promexport. في 4 نوفمبر 2000 دُمِجت الشركتين المملوكتين للدولة بموجب المرسوم الرئاسي 1834 الصادر عن الرئيس الروسي، الذي أنشأ مؤسسة Rosoboronexport Unitary باعتبارها الوكالة الوسيطة الوحيدة للدولة للصادرات والواردات العسكرية الروسية.
في 4 أغسطس 2006، فرضت إدارة جورج دبليو بوش عقوبات دولية على شركة روس أوبورون إكسبورت متهمة إياها بتزويد إيران في انتهاك لقانون الولايات المتحدة لمنع انتشار الأسلحة النووية لعام 2000. وقالت وزارة الدفاع الروسية إن الخطوة تعكس انزعاج الولايات المتحدة من مبيعات الأسلحة لفنزويلا. حُظِرت شركة روس أوبورون إكسبورت من القيام بأعمال تجارية مع الحكومة الفيدرالية للولايات المتحدة من عام 2008 حتى عام 2010، عندما رفعت الولايات المتحدة مثل هذه العقوبات استجابة للدعم الروسي لقرار الأمم المتحدة بشأن برنامج إيران النووي.
في 19 يناير 2007، وقع الرئيس الروسي فلاديمير بوتين مرسوما يجعل شركة روس أوبورون إكسبورت مسؤولا عن جميع صادرات الأسلحة.
في 18 سبتمبر 2008، أفيد أن شركة روس أوبورون إكسبورت قد وافقت على المضي قدمًا في بيع أنظمة أس - 300 الروسية المضادة للطائرات المتقدمة لإيران في ضوء الأنباء التي تفيد بأن الولايات المتحدة قد وافقت على تزويد إسرائيل بـ GBU-39s ( القنابل المغفلية ذات القطر الصغير).
بلغ حجم الإمدادات العسكرية لعام 2011 للعملاء الأجانب من قبل شركة روس أوبورون إكسبورت 10.7 مليار دولار أمريكي بالنظر إلى أنه كان متوقع بيع 9.19 مليار دولار أمريكي، الزيادة المستمرة في المبيعات (2 مليار دولار أمريكي في 2011) تجعل روسيا ثاني أكبر مصدر للمنتجات العسكرية بعد الولايات المتحدة الأمريكية، في عام 2012 بلغت عائدات الصادرات من الأسلحة الروسية الصنع 15.2 مليار دولار أمريكي، وبلغت محفظة الطلبات على المنتجات العسكرية الروسية 46.3 مليار دولار أمريكي.
في عام 2012، أفيد على نطاق واسع بأن شركة روس أوبورون إكسبورت هي المورد الرئيسي للأسلحة في سوريا، لكن روسيا تؤكد أن صفقاتها للأسلحة مع الحكومة السورية تستند إلى عقود طويلة الأمد بين البلدين، ترى روسيا أن الأسلحة المباعة إلى سوريا ذات طبيعة دفاعية بحتة، ولا يمكن استخدامها ضد المدنيين، وهي في المقام الأول منشآت للدفاع الجوي. أثار تجديد المروحيات الروسية الصنع وتسليم صواريخ أس - 300 المضادة للطائرات اهتماما وجدلا دوليا كبيرا، حيث عارضت الولايات المتحدة وألمانيا وإسرائيل نقل الأسلحة إلى سوريا.
في يوليو 2013، سجلت شركة روس أوبورون إكسبورت طلبيات شراء بقيمة 34 مليار دولار لـ 66 دولة.
في عام 2017، يعد القمر Angosat 1 كأول قمر صناعي لأنغولا. حيث عملت شركة روس أوبورون إكسبورت كقائد لفريق المشروع. وقدرت قيمة العقد الذي بدأ في عام 2009 بمبلغ 328 مليون دولار أمريكي.

## عقوبات الولايات المتحدة الأمريكية
في 16 يوليو 2014، فرضت إدارة أوباما عقوبات من خلال مكتب مراقبة الأصول الأجنبية التابع لوزارة الخزانة الأمريكية (OFAC) عن طريق إضافة شركة روس أوبورون إكسبورت والكيانات الأخرى إلى قائمة مكتب مراقبة الأصول الأجنبية، ردًا على الأزمة الأوكرانية المستمرة، وضم الاتحاد الروسي للقرم، والتدخل العسكري الروسي في أوكرانيا.